# Kuraj (Ałtaj)
Kuraj (ros. Курай) – wieś w Rosji, w Republice Ałtaju, w rejonie kosz-agackim. W 2010 liczyła 514 mieszkańców.